# Vapiano

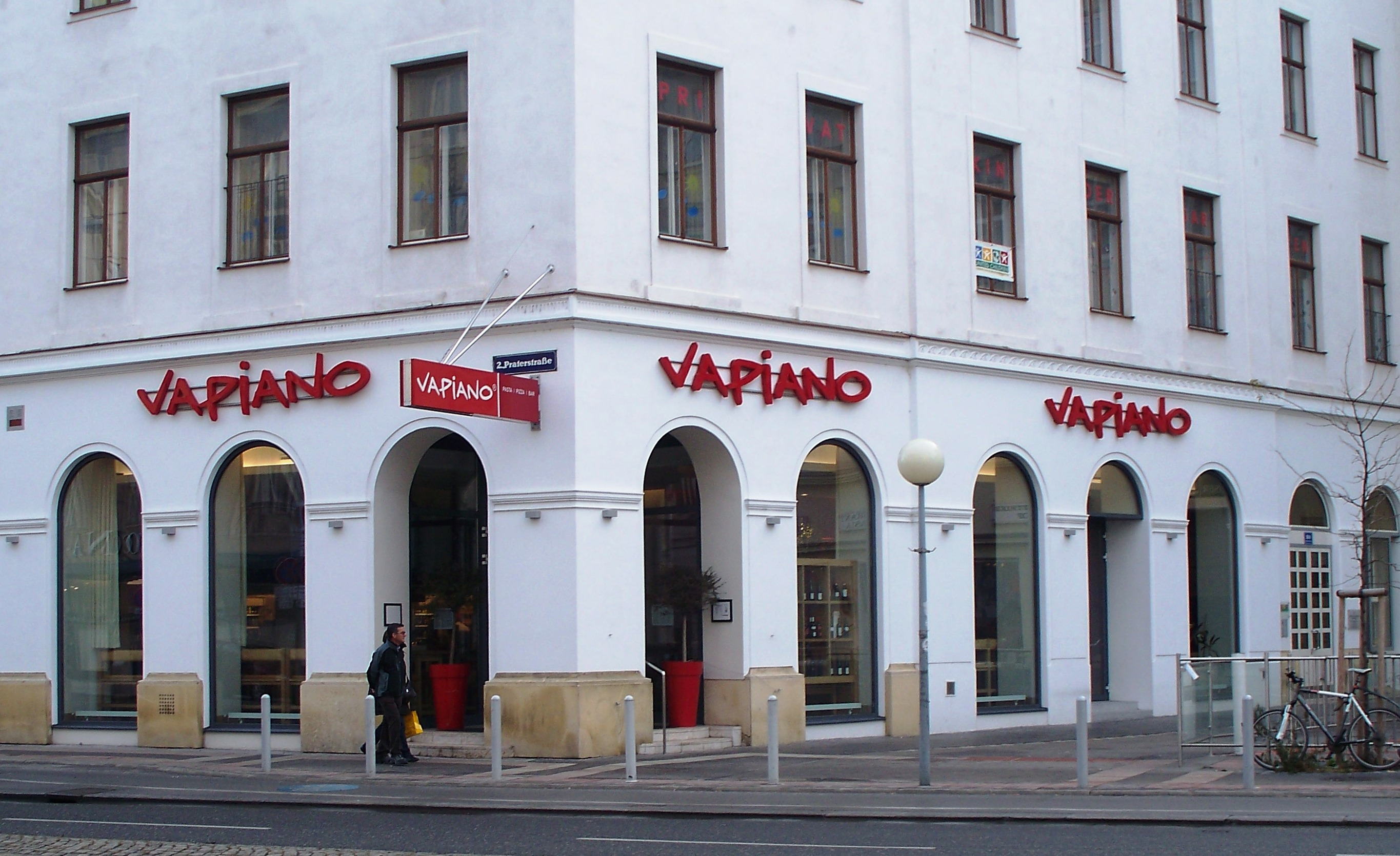
Vapiano i Wien.

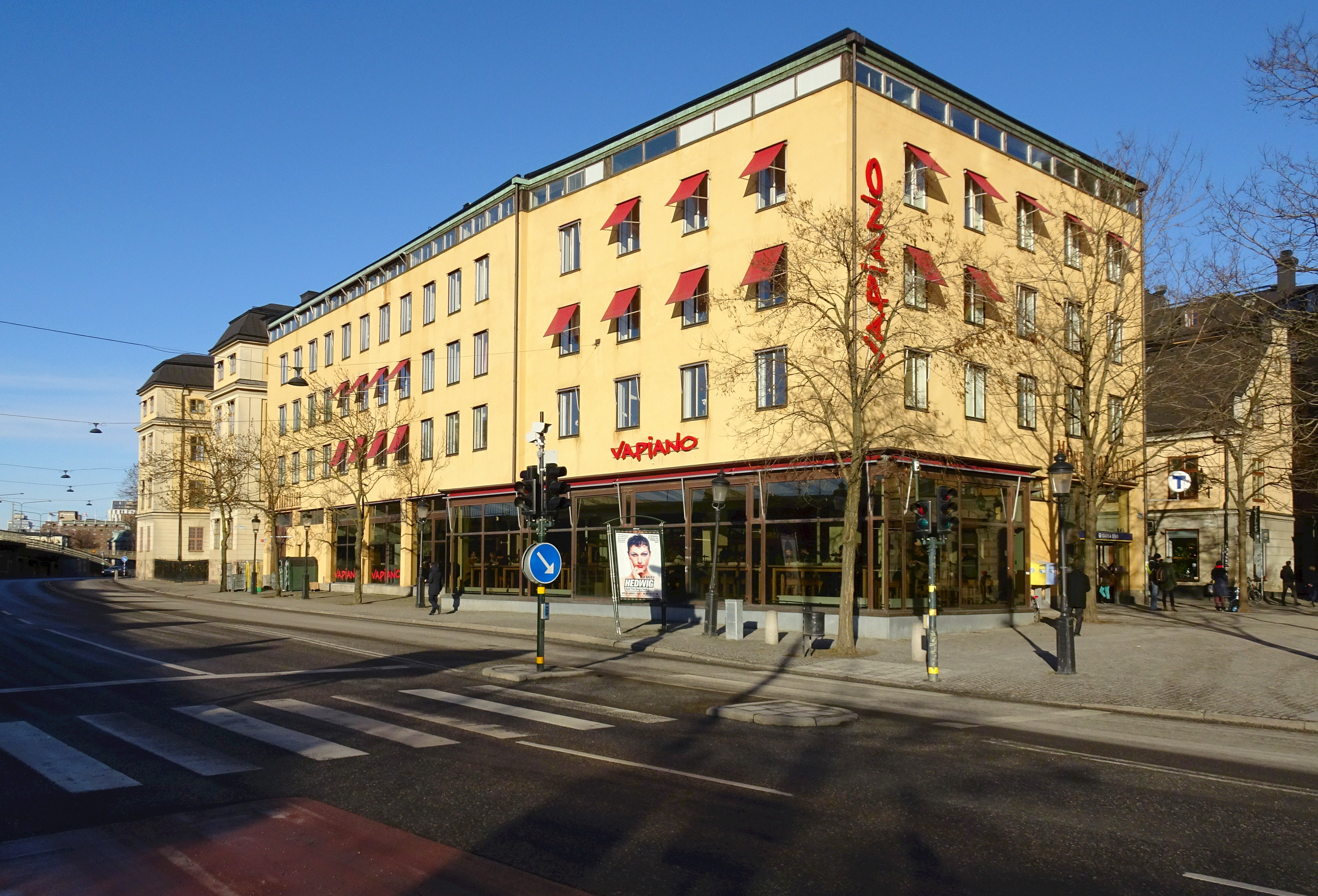
Vapiano i Stockholm.

Vapiano är en tysk restaurangkedja som serverar italiensk mat. Konceptet är en pizza- och pastabar där maten serveras på beställning. 
Kedjan består av över 140 restauranger i Europa, USA, Asien och Australien och huvudkontoret är beläget i Köln.
Kedjan finns förutom i Tyskland även i Azerbajdzjan, Australien, Bahrain, Bosnien och Hercegovina, Brasilien, Chile, Colombia, Danmark, Egypten, Estland, Finland, Frankrike, Förenade Arabemiraten, Kuwait, Lettland, Litauen, Luxemburg, Mexiko, Nederländerna, Norge, Polen, Qatar, Saudiarabien, Serbien, Schweiz, Spanien, Storbritannien, Sverige, Sydkorea, Taiwan, Tjeckien, Ukraina och Ungern.